# Tilman Plehn
Tilman Plehn (* 28. Mai 1969 in Siegen) ist ein deutscher theoretischer Teilchenphysiker und seit 2008 Professor an der Ruprecht-Karls-Universität Heidelberg.

## Leben und Werk
Tilman Plehn absolvierte das Grundstudium der Physik an der Universität Heidelberg (Vordiplom), der ETH Zürich und der Universität Hamburg. 1995 beendete er sein Diplomstudium an der Universität Hamburg mit einer Arbeit zum Thema „Pair Production of Higgs Bosons in Hadron Collisions“ bei Peter Zerwas in der DESY-Theoriegruppe. Während seines Diplomstudiums (1991–1995) war Plehn Stipendiat der Studienstiftung des deutschen Volkes. Der Titel seiner 1998 erschienenen Dissertation, wiederum durchgeführt bei Peter Zerwas an der Universität Hamburg, lautet „Production of Supersymmetric Particles at High-Energy Colliders“. Nach Postdoc-Stellen an der University of Wisconsin-Madison (1998–2002), der Theoriegruppe am CERN (2002–2004) und am Max-Planck-Institut für Physik in München (2004–2005, als Heisenberg Fellow) wechselte Plehn Anfang 2006 an die University of Edinburgh (zunächst als Heisenberg Fellow und Lecturer und ab 2007 als Reader).
Seit Dezember 2008 ist Plehn Lehrstuhlinhaber am Institut für Theoretische Physik (ITP) der Universität Heidelberg (W3-Professur für Theoretische Physik). Von 2017 bis 2019 war er stellvertretender Dekan und von 2019 bis 2021 Dekan der Fakultät für Physik und Astronomie der Universität Heidelberg. In seiner Freizeit spielt Plehn Bassposaune im „College Jazz Orchestra“, der Bigband der Universität Mannheim.

### Forschung
Seine Forschungsschwerpunkte liegen in der Elementarteilchenphysik: Quantenchromodynamik (QCD), die Physik des Higgs-Bosons und die Suche nach neuen Teilchen am Large Hadron Collider (LHC). Zu Beginn seiner Karriere beschäftigte sich Plehn vor allem mit der Berechnung von Wirkungsquerschnitten für die Produktion supersymmetrischer Teilchen sowie der Simulation von Physik jenseits des Standardmodells mithilfe des Monte-Carlo-Event-Generators „MadGraph“. Seit 2017 beschäftigt sich Plehn vermehrt mit der Anwendung von Machine Learning in der Teilchenphysik.
Von 2014 bis 2023 war Plehn Sprecher des von der Deutschen Forschungsgemeinschaft (DFG) geförderten Graduiertenkollegs „Elementarteilchenphysik jenseits des Standardmodells“ (GRK 1940). Außerdem ist er seit 2019 Teil des DFG-Transregio-Projekts „Phänomenologische Elementarteilchenphysik nach der Higgs-Entdeckung“ (TRR 257), der DFG-Forschungsgruppe „Neue Physik am LHC“ (FOR 2239) sowie der „International Max Planck Research School for Precision Tests of Fundamental Symmetries in Particle Physics, Nuclear Physics, Atomic Physics and Astroparticle Physics“ (IMPRS-PTFS). Darüber hinaus ist Plehn als akademischer Partner am „MCnet“ beteiligt, einem von der Europäischen Union geförderten Projekt zur Weiterentwicklung von Monte-Carlo-Event-Generatoren für den Large Hadron Collider.

### Vernetzung
Plehn war bzw. ist Mitglied der Organisations- und Programm-Komitees verschiedener internationaler Konferenzen, unter anderem für die „ML4Jets“-Workshops (Organizing Committee), für das „Phenomenology 2022“-Symposium (Program Committee) sowie für die „Higgs Couplings 2018“-Konferenz (International Advisory Committee) und die „Higgs 2020“-Konferenz (Program Committee und International Organizing Committee).

## Publikationen (Auswahl)
Tilman Plehn ist (Co-)Autor von mehr als 250 wissenschaftlichen Arbeiten (Stand: September 2023), darunter folgende:
- Lectures on LHC Physics (= Springer Lecture Notes in Physics. Nr. 886). 2015, doi:10.1007/978-3-319-05942-6.
- mit Gregor Kasieczka, Michael Russel, Torben Schell: Deep-learning Top Taggers or The End of QCD? In: Journal of High Energy Physics. Band 05, 2017, S. 006, doi:10.1007/JHEP05(2017)006, arxiv:1701.08784.
- mit Gregor Kasieczka, Anja Butter, Kyle Cranmer et al.: The Machine Learning landscape of top taggers. In: SciPost Physics. Band 7, 2019, S. 014, doi:10.21468/SciPostPhys.7.1.014, arxiv:1902.09914.
- mit Martin Bauer: Yet Another Introduction to Dark Matter: The Particle Physics Approach (= Springer Lecture Notes in Physics. Nr. 959). 2019, doi:10.1007/978-3-030-16234-4.